# Chiesa di San Giovanni Battista (Branzolino)
La Chiesa di San Giovanni Battista è un edificio religioso di Branzolino.

## Storia
L'origine della chiesa non è conosciuta, di sicuro è andata incontro a svariate ricostruzioni fra cui quella della facciata nel Settecento. Vicino si trova un piccolo cimitero. 
La decorazione interna del soffitto è realizzata dal pittore Giorgio Rossi di Ferrara nel 1935.
Il campanile, costruito nel periodo in cui il parroco era don Matteo Savorelli (1738-65), viene minato dai tedeschi fra il 12 e 13 novembre 1944 e conseguentemente distrutto. Viene poi ricostruito fra il 1950 e il 1955, a opera del parroco Giacomo Zaccaria (che gestisce la parrocchia dal 1946 al 1991). Don Zaccaria provvede anche a far restaurare chiesa e canonica e dotarla di un nuovo altare in marmo, di un mosaico con al centro il Battesimo di Cristo e di vetrate policrome. Sempre negli anni '50, viene ristrutturato il soffitto che presenta vaste infiltrazioni d'acqua da un falegname, Olindo Sozzi (padre di Don Ettore Sozzi, Arciprete della Cattedrale di Forlì dal 1941 al 2003), con la collaborazione dall'apprendista quattordicenne Gianfranco Bissi. Lo stesso Sozzi in quel periodo è impegnato nella ricostruzione dei pesi in olmo e delle campane della vicina chiesa di Villafranca.

## Descrizione

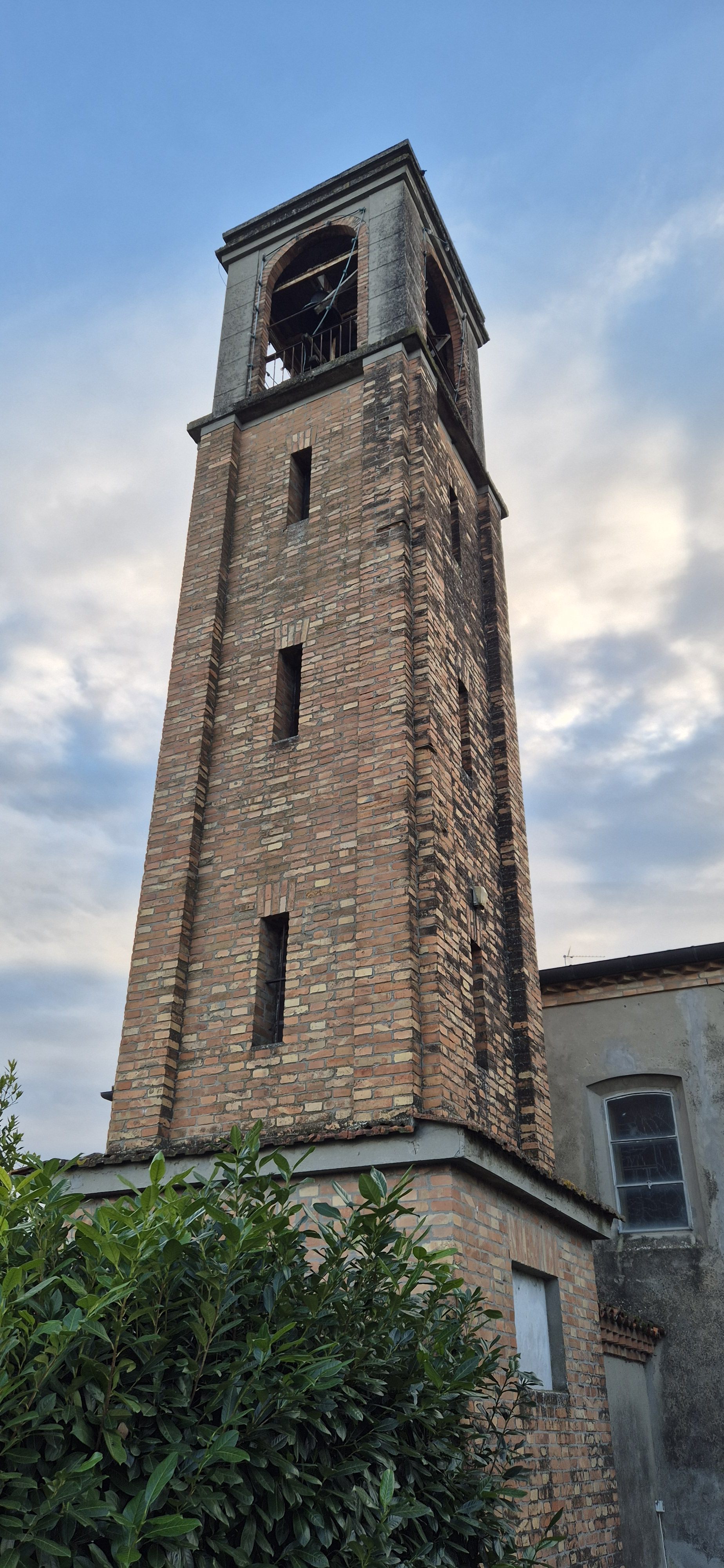
Il campanile

### Esterno
La chiesa è piccola e semplice. La pianta presenta tre absidi, una centrale, le altre che fuoriescono dal corpo principale nei due lati. Il materiale costruttivo è il mattone. La facciata, rielaborata nel Settecento, presenta quattro lesene poco aggettanti che scandiscono gli spazi entro cui viene ricavata la porta e una finestra quadrangolare. Diviso dal resto con un fregio, si trova un fastigio con alternanza di elementi concavi ed elementi convessi che conferiscono dinamismo al prospetto.
Il campanile è stato ricostruito nel Secondo Dopoguerra, ma si presenta con una forma tipica di parallelepipedo e in buona parte realizzato in mattoni.

### Interno

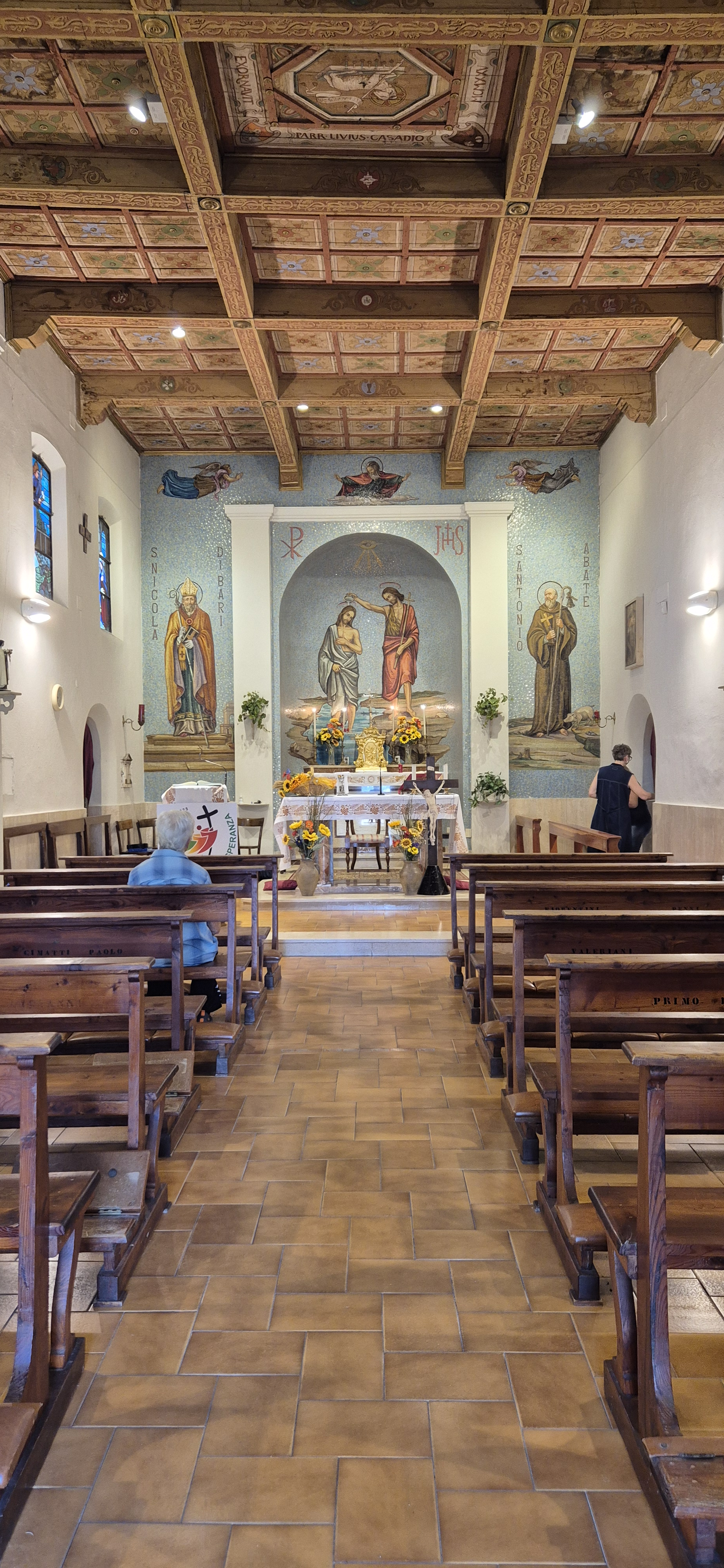
Interno e altare maggiore

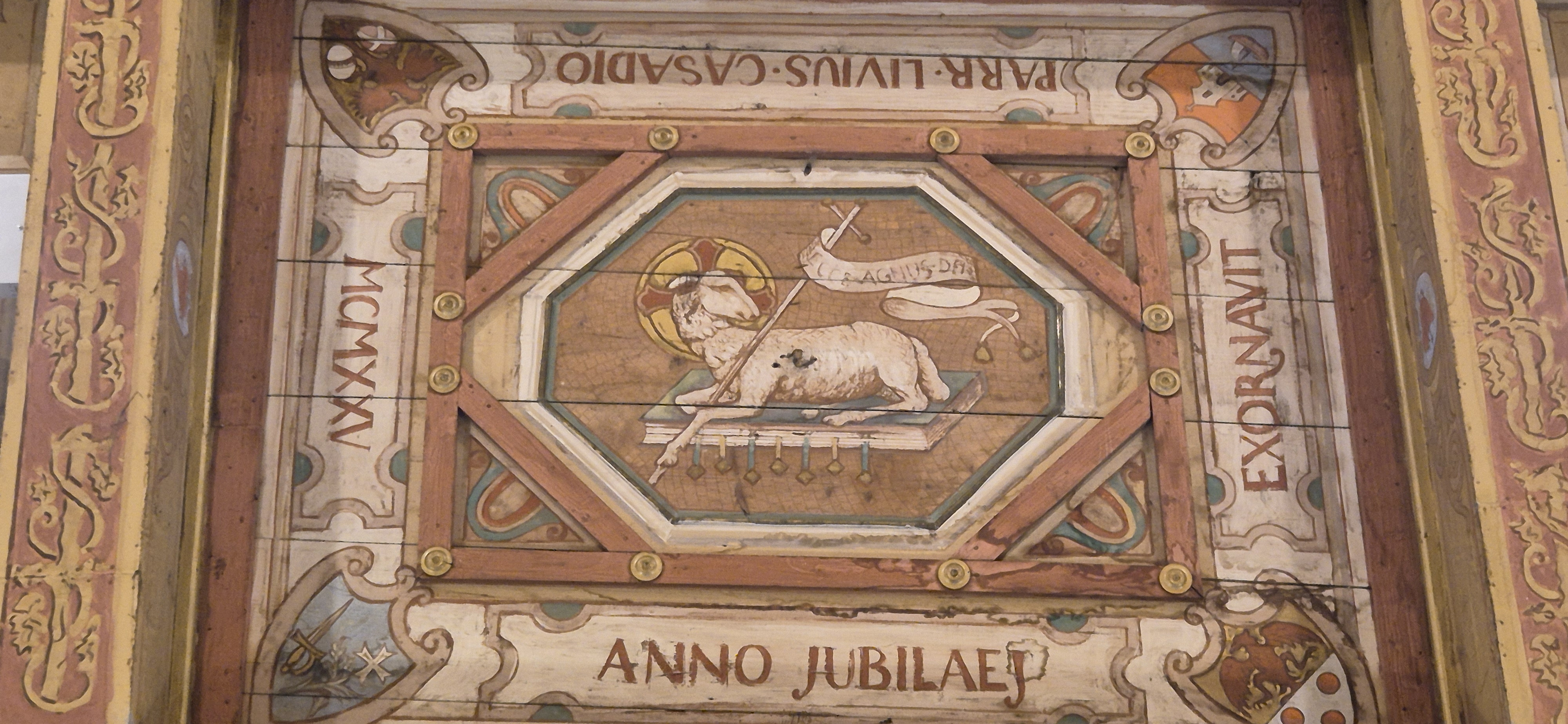
Parte centrale della decorazione del soffitto con l'Agnello dipinto da Giorgio Rossi nel 1935

Il soffitto è decorato dal pittore ferrarese Giorgio Rossi e presenta una struttura a cassettoni larghi con un reticolo interno che li divide in porzioni quadrate all'interno delle quali si trova una forma di fiore stilizzato riempita con campiture uniformi di diverso colore. Al centro si trova la raffigurazione dell'Agnello circondato da stemmi e dalla scritta che ricorda il committente (il parroco don Livio Casadio) e l'anno di realizzazione (1935).
Presenta tre altari. La decorazione dell'altare maggiore è interamente realizzata a mosaico a metà Novecento e questo sostituisce la tela ricordata dalla guida di Casadei (scritta ne 1928) che rappresenta San Giovanni che battezza Cristo ed è attribuita al pittore Antonio Fanzaresi. La tela, ora non più presente in chiesa, si inserisce nella fase giovanile del pittore e presenta una certa sensibilità nell'uso del colore. L'opera è stata restaurata negli anni '30 del Novecento dal pittore Cesare Camporesi. 

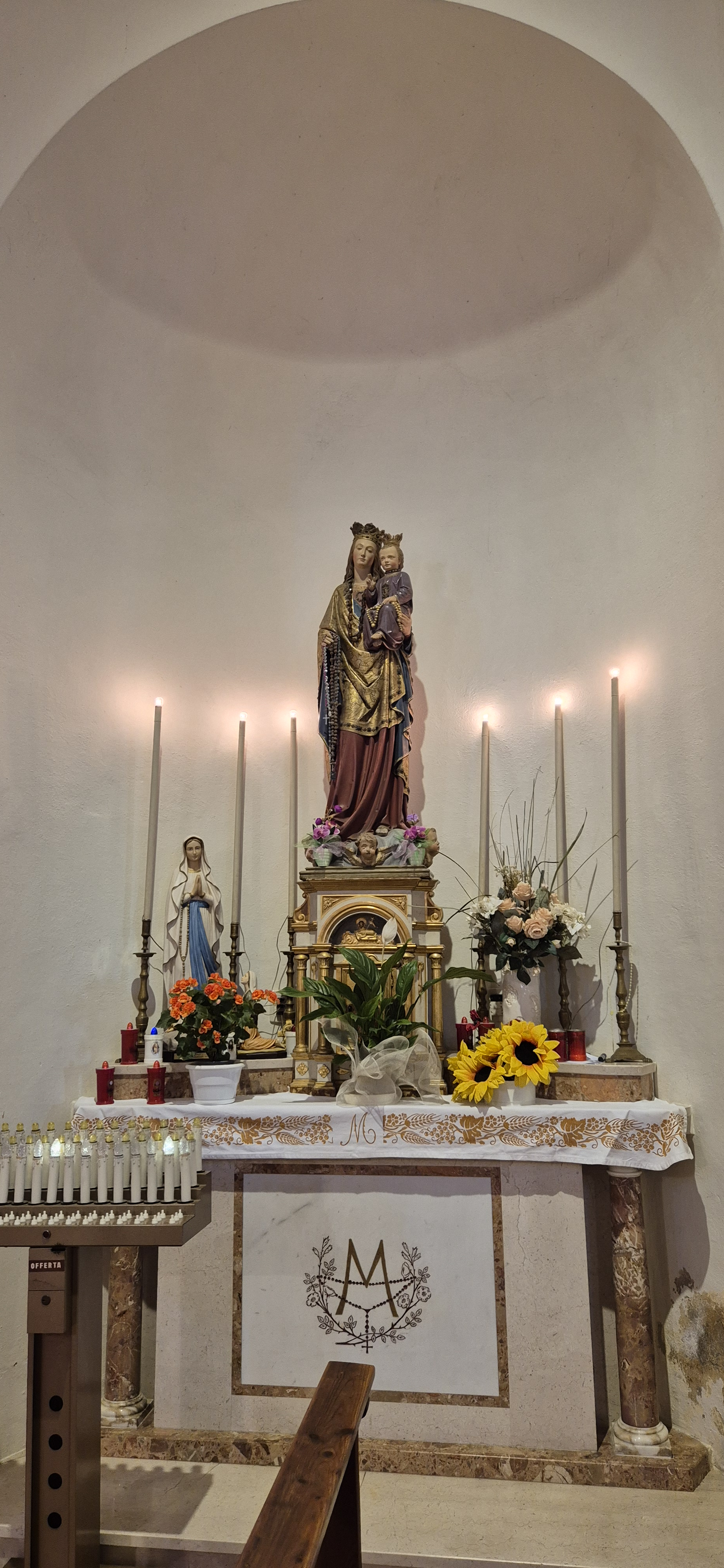
Altare a destra con la statua della Madonna

Il mosaico dell'altare maggiore, voluto da don Zaccaria, parroco dal 1946 al 1991, riveste l'intera parete di fondo ed è organizzato intorno alla scena del Battesimo di Cristo, inserito nell'abside e contornato da una struttura in marmo bianco. Sopra, sempre a mosaico si trovano le figure di Dio Padre con due angeli, mentre ai lati sono raffigurati a sinistra San Nicola di Bari e a destra Sant'Antonio Abate, come esplicitato anche dalle scritte. Lo sfondo è azzurro chiaro con ridotti elementi paesaggistici al di sotto delle figure umane. 
Le vetrate, anch'esse dello stesso periodo, raffigurano l'Annunciazione (nella zona dell'abside) e due angeli nel corpo della chiesa.
I due altari laterali sono dedicati a sinistra a San Giuseppe e a destra alla Madonna, di cui contengono le rispettive statue.